# Мілвокі Бакс
«Мілвокі Бакс» (англ. Milwaukee Bucks) — професійна баскетбольна команда, заснована у 1968, розташована в місті Мілвокі в штаті Вісконсин. Команда є членом  Центрального дивізіону Східної конференції Національної баскетбольної асоціації. 
Домашнім полем для «Бакс» є Файсерв Форум.

## Історія
17 травня 2018 року «Бакс» оголосили колишнього помічника тренера «Сан-Антоніо Сперс» і колишнього головного тренера «Атланта Гокс» Майка Буденгольцера новим головним тренером. 26 серпня 2018 року нова арена Баксів, Fiserv Forum, відкрилася для публіки.
У сезоні 2019–2020 «Бакс» вийшли в плей-оф після 56-ї гри регулярного сезону, ставши командою, яка найшвидше завоювала місце в плей-оф за кількістю зіграних ігор і за календарною датою (23 лютого) з часів НБА змінив формат плей-оф у 1984 році.

## Статистика
В = Виграші, П = Програші, П% = Процент виграних матчів
| Сезон   | В    | П    | П%   | Місце в сезоні (з врахуванням стадії плей-оф)                                          | Результат в плей-оф                                                        |
| ------- | ---- | ---- | ---- | -------------------------------------------------------------------------------------- | -------------------------------------------------------------------------- |
| 1968-69 | 27   | 55   | .329 |                                                                                        |                                                                            |
| 1969-70 | 56   | 26   | .683 | Виграли в півфіналі дивізіону Програли в фіналі дивізіону                              | Мілвокі 4, Філадельфія 1 Нью-Йорк 4, Мілвокі 1                             |
| 1970-71 | 66   | 16   | .805 | Виграли в півфіналі конференції Виграли в фіналі конференції Виграли в фіналі          | Мілвокі 4, Сан-Франциско 1 Мілвокі 4, Лос-Анджелес 1 Мілвокі 4, Балтимор 0 |
| 1971-72 | 63   | 19   | .768 | Виграли в півфіналі конференції Програли в фіналі конференції                          | Мілвокі 4, Голден-Стейт 2 Лос-Анджелес 4, Мілвокі 2                        |
| 1972-73 | 60   | 22   | .732 | Програли в півфіналі конференції                                                       | Голден-Стейт 4, Мілвокі 2                                                  |
| 1973-74 | 59   | 23   | .720 | Виграли в півфіналі конференції Виграли в фіналі конференції Програли в фіналі         | Мілвокі 4, Лос-Анджелес 1 Мілвокі 4, Чикаго 0 Бостон 4, Мілвокі 3          |
| 1974-75 | 38   | 44   | .463 |                                                                                        |                                                                            |
| 1975-76 | 38   | 44   | .463 | Програли в першому раунді                                                              | Детройт 2, Мілвокі 1                                                       |
| 1976-77 | 30   | 52   | .366 |                                                                                        |                                                                            |
| 1977-78 | 44   | 38   | .537 | Виграли в першому раунді Програли в півфіналі конференції                              | Мілвокі 2, Фінікс 0 Денвер 4, Мілвокі 3                                    |
| 1978-79 | 38   | 44   | .463 |                                                                                        |                                                                            |
| 1979-80 | 49   | 33   | .598 | Програли в півфіналі конференції                                                       | Сієтл 4, Мілвокі 3                                                         |
| 1980-81 | 60   | 22   | .732 | Програли в півфіналі конференції                                                       | Філадельфія 4, Мілвокі 3                                                   |
| 1981-82 | 55   | 27   | .671 | Програли в півфіналі конференції                                                       | Філадельфія 4, Мілвокі 2                                                   |
| 1982-83 | 51   | 31   | .622 | Виграли в півфіналі конференції Програли в фіналі конференції                          | Мілвокі 4, Бостон 0 Філадельфія 4, Мілвокі 1                               |
| 1983-84 | 50   | 32   | .610 | Виграли в першому раунді Виграли в півфіналі конференції Програли в фіналі конференції | Мілвокі 3, Атланта 2 Мілвокі 4, Нью-Джерсі 2 Бостон 4, Мілвокі 1           |
| 1984-85 | 59   | 23   | .720 | Виграли в першому раунді Програли в півфіналі конференції                              | Мілвокі 3, Чикаго 1 Філадельфія 4, Мілвокі 0                               |
| 1985-86 | 57   | 25   | .695 | Виграли в першому раунді Виграли в півфіналі конференції Програли в фіналі конференції | Мілвокі 3, Нью-Джерсі 0 Мілвокі 4, Філадельфія, 3 Бостон 4, Мілвокі 0      |
| 1986-87 | 50   | 32   | .610 | Виграли в першому раунді Програли в півфіналі конференції                              | Мілвокі 3, Філадельфія 2 Бостон 4, Мілвокі 3                               |
| 1987-88 | 42   | 40   | .512 | Програли в першому раунді                                                              | Атланта 3, Мілвокі 2                                                       |
| 1988-89 | 49   | 33   | .598 | Виграли в першому раунді Програли в півфіналі конференції                              | Мілвокі 3, Атланта 2 Детройт 4, Мілвокі 0                                  |
| 1989-90 | 44   | 38   | .537 | Програли в першому раунді                                                              | Чикаго 3, Мілвокі 1                                                        |
| 1990-91 | 48   | 34   | .585 | Програли в першому раунді                                                              | Філадельфія 3, Мілвокі 0                                                   |
| 1991-92 | 31   | 51   | .378 |                                                                                        |                                                                            |
| 1992-93 | 28   | 54   | .341 |                                                                                        |                                                                            |
| 1993-94 | 20   | 62   | .244 |                                                                                        |                                                                            |
| 1994-95 | 34   | 48   | .415 |                                                                                        |                                                                            |
| 1995-96 | 25   | 57   | .305 |                                                                                        |                                                                            |
| 1996-97 | 33   | 49   | .402 |                                                                                        |                                                                            |
| 1997-98 | 36   | 46   | .439 |                                                                                        |                                                                            |
| 1998-99 | 28   | 22   | .560 | Програли в першому раунді                                                              | Індіана 3, Мілвокі 0                                                       |
| 1999-00 | 42   | 40   | .512 | Програли в першому раунді                                                              | Індіана 3, Мілвокі 2                                                       |
| 2000-01 | 52   | 30   | .634 | Виграли в першому раунді Виграли в півфіналі конференції Програли в фіналі конференції | Мілвокі 3, Орландо 1 Мілвокі 4, Шарлот 3 Філадельфія 4, Мілвокі 3          |
| 2001-02 | 41   | 41   | .500 |                                                                                        |                                                                            |
| 2002-03 | 42   | 40   | .512 | Програли в першому раунді                                                              | Нью-Джерсі 4, Мілвокі 2                                                    |
| 2003-04 | 41   | 41   | .500 | Програли в першому раунді                                                              | Детройт 4, Мілвокі 1                                                       |
| 2004-05 | 30   | 52   | .366 |                                                                                        |                                                                            |
| 2005-06 | 40   | 42   | .488 | Програли в першому раунді                                                              | Детройт 4, Мілвокі 1                                                       |
| 2006-07 | 28   | 54   | .341 |                                                                                        |                                                                            |
| 2007-08 | 26   | 56   | .317 |                                                                                        |                                                                            |
| 2008-09 | 34   | 48   | .415 |                                                                                        |                                                                            |
| 2009-10 | 46   | 36   | .561 | Програли в першому раунді                                                              | Атланта 4, Мілвокі 3                                                       |
| 2010-11 | 35   | 47   | .427 |                                                                                        |                                                                            |
| 2011-12 | 31   | 35   | .469 |                                                                                        |                                                                            |
| 2012-13 |      |      |      |                                                                                        |                                                                            |
| 2013-14 |      |      |      |                                                                                        |                                                                            |
| 2014-15 |      |      |      |                                                                                        |                                                                            |
| 2015-16 |      |      |      |                                                                                        |                                                                            |
| 2016-17 |      |      |      |                                                                                        |                                                                            |
| 2017-18 | 44   | 38   | .537 | Поразка у 1/4 фіналу Східної конференції                                               | Мілвокі - Бостон - 3-4                                                     |
| 2018-19 | 39   | 43   | .476 | 9-е місце у Східній конференції                                                        |                                                                            |
| 2019-20 | 56   | 17   | .767 | Поразка у півфіналі Східної конференції                                                | Мілвокі - Маямі - 1-4                                                      |
| 2020-21 | 46   | 26   | .639 | Чемпіони НБА                                                                           | Мілвокі - Фінікс - 4-2                                                     |
| 2021-22 |      |      |      |                                                                                        |                                                                            |
| Сума    | 1846 | 1699 | .520 |                                                                                        |                                                                            |
| Плейоф  | 105  | 113  | .481 | 2 чемпіонських титули                                                                  |                                                                            |